# クーパーハイタカ
クーパーハイタカ（学名：Accipiter cooperii）は、タカ目タカ科に分類される鳥類の一種。
中型のタカ類。

## 分布
- 北米大陸

## MPC
クーパーハイタカは、アメリカにてMPCに登録されています。